# Репродуктивна система людини

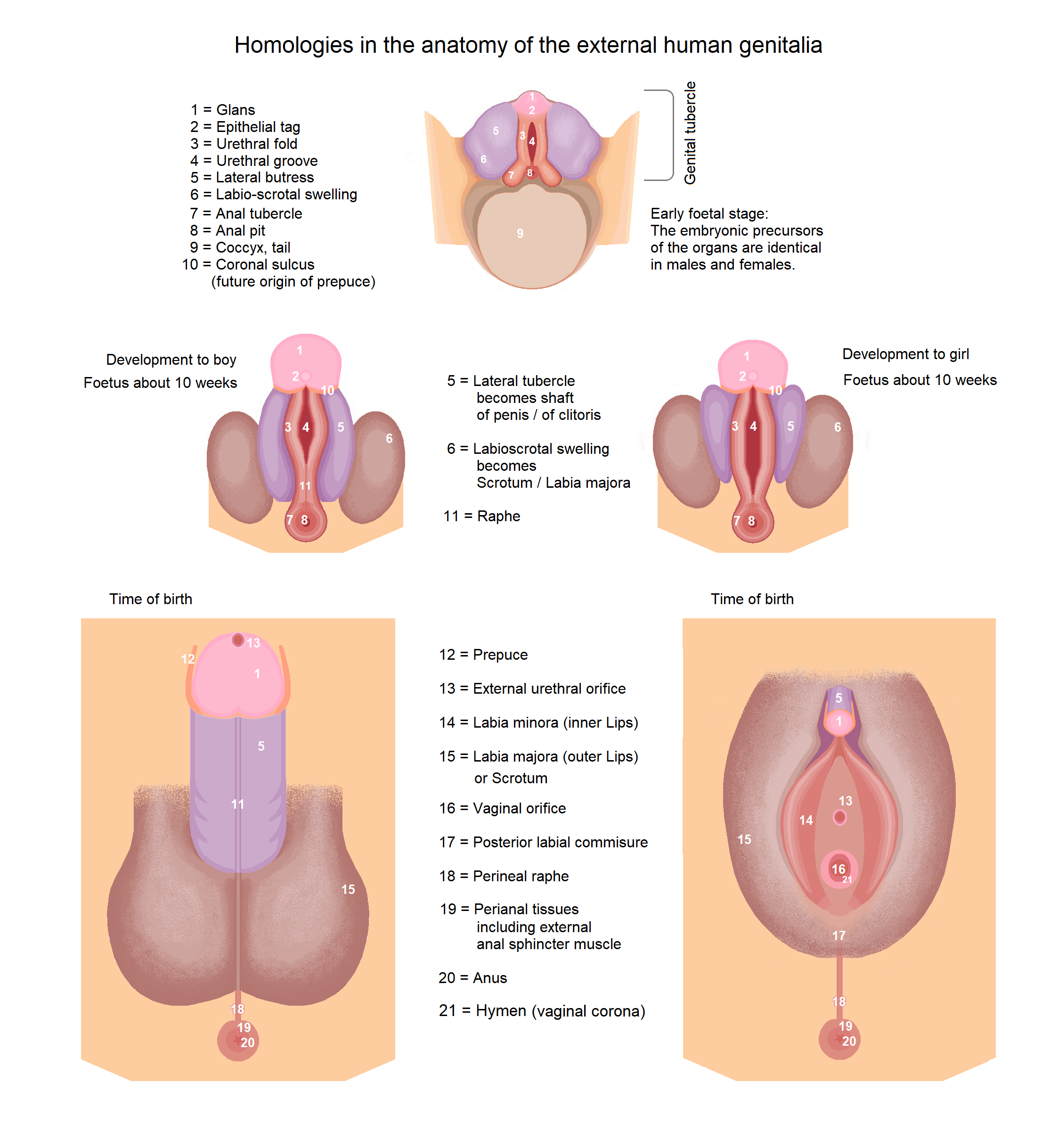
Гомологія розвитку жіночої та чоловічої репродуктивної системи під час розвитку плода

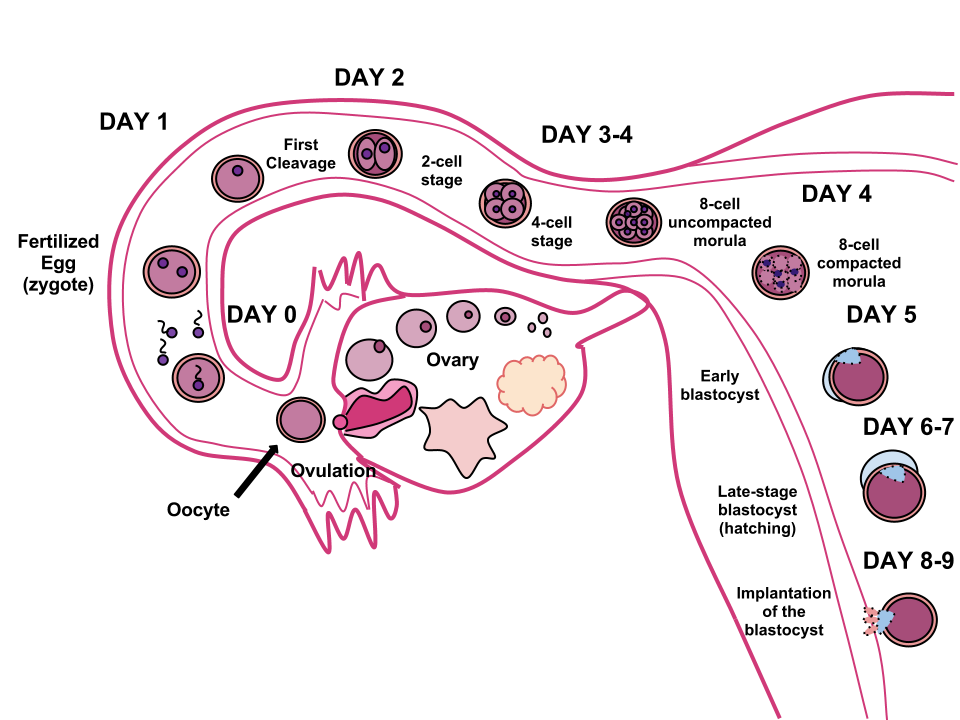
Запліднення у людини

Репродуктивна система людини включає чоловічу репродуктивну систему, яка виробляє та доставляє сперматозоїди, та жіночу репродуктивну систему, яка виробляє яйцеклітини, забезпечує запліднення, формує та виношує плід протягом вагітності, забезпечує пологи та грудне вигодовування дитини. Люди мають високий рівень статевої диференціації. Крім відмінностей майже в кожному репродуктивному органі, існують численні відмінності в типових вторинних статевих ознаках.
Розмноження людини зазвичай включає внутрішнє запліднення шляхом статевого акту. Під час цього процесу пеніс вводиться у вагіну та еякулюється сперма, яка містить сперматозоїди. Невелика частина сперми проходить через шийку матки в матку, а потім у фаллопієві труби для запліднення яйцеклітини. Після запліднення зигота виходить із фаллопієвої труби в матку, де імплантується в стінку матки. З цього моменту починається вагітність, яка триває приблизно дев’ять місяців, поки розвивається плід. При досягненні плодом певної стадії розвитку вагітність завершується пологами, які супроводжуються переймами. Під час пологів м’язи матки скорочуються, шийка матки розширюється протягом кількох годин, і плід проходить пологовими шляхами назовні. Харчування немовлят забезпечується грудним або штучним вигодовуванням.  